# Амбрён (Канада)
Амбрён (фр. Embrun, англ. Embrun) — город в провинции Онтарио, недалеко от Оттавы, столицы Канады.
Население города составляет ок. 6770 жителей, но город растёт: строятся новые дома и магазины.
Город Амбрён назван в честь города Амбрён во Франции.
Амбрён имеет несколько школ и растет быстро.
Большая часть населения Амбрёна франкоязычная, хотя в Амбрёне есть англоязычные жители.
К юго-западу находится небольшой аэропорт Амбрён

## Города-побратимы
- Эмбрён (Франция)